# سن مارتین (سزار)
سن مارتین (انگلیسی: San Martín, Cesar) نام شهری در کشور کلمبیا است.